# The College Dropout
“The College Dropout”은 미국의 래퍼이자 프로듀서 카니예 웨스트의 첫 번째 정규 음반이다. 2004년 2월 10일 로커펠라 레코드와 데프 잼 레코딩스를 통해 발매되었다. 음반을 발매하기 수 년 전부터 웨스트는 제이Z나 탈립 콸리 등의 래퍼의 작업물에 프로듀서로서 참여하면서 호평을 받았지만, 그와 동시에 음악계 인사들로 인해 음악가 그 자체로서 받아들여지는 데에는 어려움을 겪었다. 그렇게 웨스트는 솔로 활동을 하기 위해 로커펠라와 음반 계약을 체결하게 되었고, 1999년부터 4년 동안 음반을 작업하였다.
웨스트가 홀로 주된 프로듀싱을 담당하였던 “The College Dropout”은 빠르기를 올리고 음의 높이를 바꾼 솔 음악이나 R&B 장르의 보컬을 샘플로 사용하였으며, 추가로 자신만의 드럼 프로그래밍과 현악기 반주, 가스펠 성가대 등의 요소를 사용하며 칩멍크 솔의 음악 스타일을 선보였다. 또한 제이Z, 모스 데프, 제이미 폭스, 실리나 존슨, 루다크리스 외 많은 음악가와 협업을 진행하였다. 가사에 있어서는 당시 유행하던 갱스터적인 모습에서 벗어나 가족, 자의식, 물질주의 ,종교, 인종차별 및 고등교육 등의 주제를 다루었다.
음반은 비평가들로부터 극찬을 받았으며, 그중에서도 특히 웨스트의 프로듀싱, 익살스러우면서도 감성적인 랩, 자기 반성과 주류 감성이 적절히 섞인 음악이 호평을 받았다. 2005년 그래미 어워드에서 올해의 음반 후보에 오르고 최우수 랩 음반을 수상하였으며, 이외에도 여러 상을 받았다. 또 롤링 스톤의 2020년 역사상 가장 위대한 음반 500장 개정판에서 74위에 오르고, NME의 동일한 주제의 목록에서 273위로 선정되는 등 여러 매체들에게서 2000년대에 칩멍크 솔과 컨셔스 랩이라는 하위 장르의 대중화를 이끌어냈다는 이유로 역대 최고의 음반 중 하나로 여겨진다.
“The College Dropout”은 상업적으로도 크게 성공하였다. 첫 주에 44만 천 장의 판매고를 올리면서 미국 빌보드 200 차트에서 2위로 데뷔하였다. 2014년 기준으로는 340만 장이 넘게 판매되면서 미국에서 가장 많이 팔린 웨스트의 작품이 되었으며, 2020년까지 미국 음반 산업 협회에서 네 번의 플래티넘을 인증 받았다. ‘Through the Wire’, ‘Jesus Walks’, ‘The New Workout Plan’, ‘All Falls Down’, ‘Slow Jamz’까지 총 다섯 곡이 싱글컷되었으며, 이 중에서 후자의 두 곡은 빌보드 핫 100에서 10위권 내에 들었다.

## 배경
카니예 웨스트는 1990년대 중반부터 프로듀서로서의 경력을 시작한다. 당시에는 주로 성장하던 지역 음악가를 위해 비트를 만들어주었고, 클래식 솔 작품의 보컬 샘플의 속도를 빠르게 만드는 것을 포함하여 여러 음악적 기법을 개발하였다. 한 때에는 데릭 "D-돗" 에인절레티의 유령 프로듀서로 활동하기도 하였다. 하지만 D-돗과의 관계로 인해 웨스트는 솔로 음반을 발매할 수 없었고, GLC, 티미 G, 리얼리 도, 애로스타와 함께 1990년대 시카고에서 랩 그룹 고-게터스를 결성하여 멤버이자 프로듀서로 활동하였다. 고-게터스는 1999년 첫 번째이자 마지막 정규 음반 “World Record Holders”를 발매하였다. 이후 웨스트는 2001년에 발매하여 후대에 많은 영향을 끼친 제이Z의 음반 “The Blueprint”의 참여로 인정을 받게 되었다. “The Blueprint”는 롤링 스톤이 선정한 가장 위대한 음반 목록 2012년, 2020년 판에서 각각 252위, 50위에 선정되었으며, 평가 및 상업적 성공으로 프로듀서로 참여한 웨스트에 상당한 관심을 불러일으키게 된다. 웨스트는 로커펠라 레코드에서 사내 프로듀서로 일하면서 비니 시걸, 프리웨이, 캄론 등을 포함하여 레이블에 속한 음악가의 작품을 프로듀싱하였으며, 이외에도 루다크리스나 앨리샤 키스 등의 음악가의 노래에 참여해서 히트곡을 만들기도 하였다.
웨스트는 프로듀서로서는 성공을 거두었지만 래퍼로서 성공하고 싶어하였고, 레이블을 물색하지만 음반 계약을 성사시키는 데 어려움을 겪었다. 많은 레이블이 당시 주류 힙합에서 두드러졌던 갱스터의 이미지가 아니었기 때문에 웨스트를 무시하였기 때문이다. 캐피틀 레코드와도 여러 번의 만남을 가졌으나 결국 계약을 거절당하였다. 캐피틀 레코드의 A&R인 조 와인버거는 웨스트가 자신에게 접근하여 거의 계약을 맺을 뻔 하였으나, 회사의 다른 사람이 캐피틀 레코드의 사장을 설득해 계약하지 못하게 했다고 이야기하였다. 당시 로커펠라 레코드의 수장이었던 데이먼 대시는 웨스트가 다른 레이블로 떠나는 것을 막기 위해 마지못해 계약하였다. 웨스트의 동료였던 제이Z는 후에 로커펠라가 처음에 래퍼로서 웨스트를 밀어주는 것에 대해 많은 사람들이 웨스트를 프로듀서로 차음 봤었고, 웨스트의 배경은 레이블 동료들과는 대조되었기에 꺼려했었다고 언급하였다.
웨스트는 1년 후인 2002년 10월 23일 캘리포니아의 한 녹음 스튜디오에서 밤 늦게까지 작업을 하고 집으로 운전하던 중 졸음운전으로 인해 자동차 충돌 사고를 당하였다. 사고로 인해 웨스트는 턱뼈가 산산조각이 났고, 재건 수술을 하면서 와이어를 감아야 했다. 한편 이 웨스트는 사고에서 영감을 받았다. 병원에 입원한 지 2주 후 입을 다물로 레코드 플랜트에서 노래를 녹음하게 된다. ‘Through the Wire’는 웨스트가 사고 이후 겪은 경험을 표현한 곡이고, 웨스트는 "더 나은 아티스트들은 모두 자신의 겪오 있는 일을 표현했다"고 이야기하면서 데뷔 음반의 기틀을 마련하는 데 도움을 주었다고 밝혔다. 웨스트는 음반 작업을 하는 중에는 고통이 덜 느껴져셔 "이 음반은 나의 약이었다"라고 표현하였다. ‘Through the Wire’는 2002년 12월에 발매된 믹스테이프 “Get Well Soon...”에서 처음으로 공개되었다. 동시에 웨스트는 “The College Dropout”이라는 음반을 작업중이라고 밝혔고, 음반을 관통하는 전체적인 주제는 "자신의 결정을 내리는 것이다. 사회가 당신에게 '이게 바료 당신이 해야 할 일이다'라고 말하지 않게 하는 것"이라고 밝혔다.

## 작업
웨스트는 “The College Dropout”의 작업을 1999년에 시작하였으며, 음반은 완성되기까지 4년이 걸렸다. 레코딩 세션은 캘리포니아주 로스앤젤레스에 위치한 레코드 플랜트에서 이루어졌지만, 음반에 수록된 프로듀싱은 몇 년 동안 다른 곳에서 진행되었다. 웨스트의 친구 겸 매니저이자 사업 파트노이기도 한 존 모노폴리는 음반에 대해 "특별한 시작일이 없다. 그는 몇 년 동안 비트를 모았다. 항상 래퍼가 되려는 의도로 프로듀싱을 하고 있었다. 그리고 수년 동안 자시을 위해 아껴운 비트가 음반에 들어가 있다"고 언급하였다. 한때 웨스트는 작업실에서 프로듀싱의 일부분을 하는 것과 뉴저지주 뉴어크에 있는 자신의 아파트에서 대부분의 작업을 할 지 망설였다. 당시 아파트는 방이 두 개로, 웨스트는 방 한 개에 작업실을 만들면, 남는 방은 침실로 사용할 방 하나 밖에 없었기 때문이다.

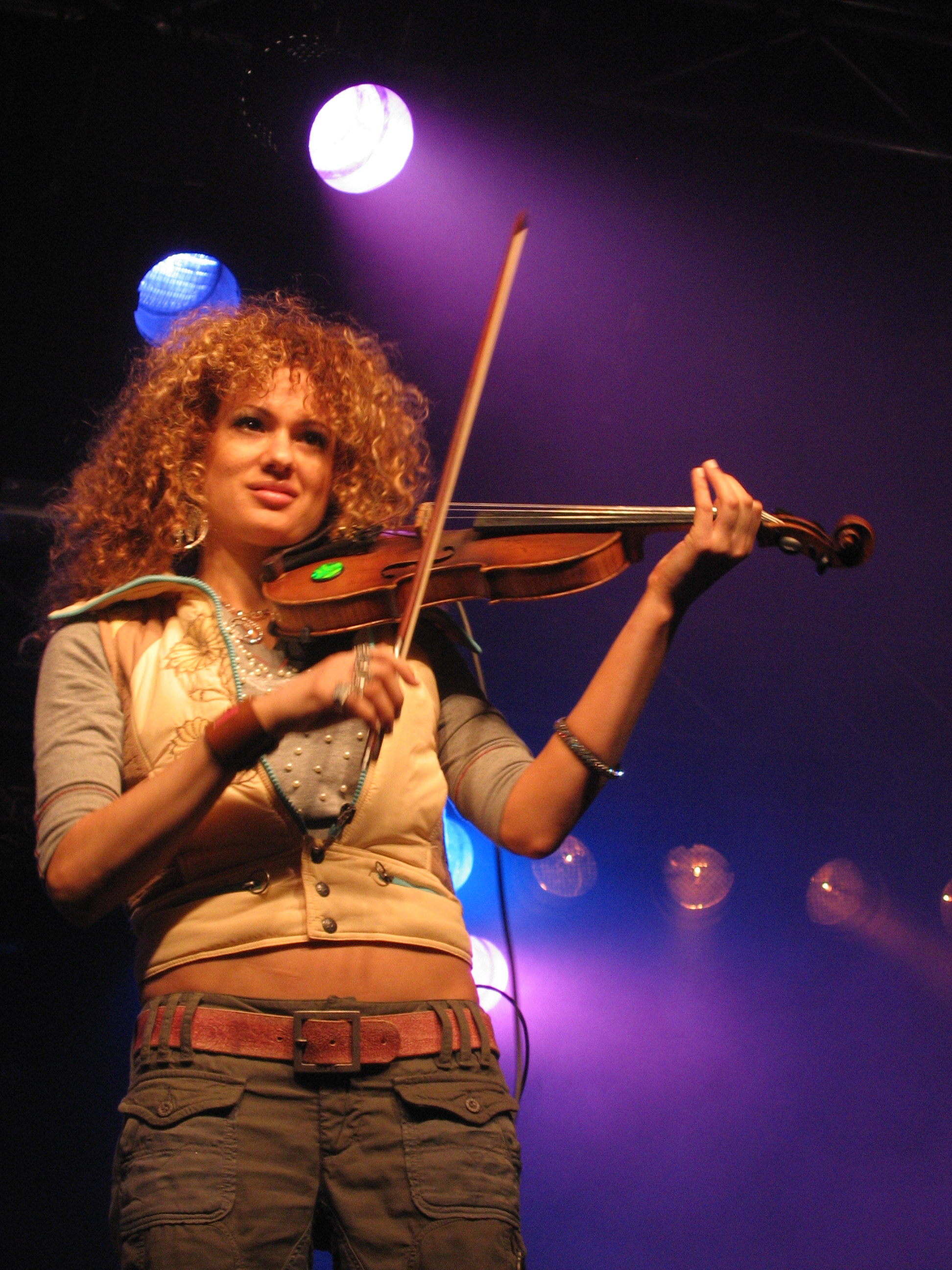
음반의 수록곡 중 일곱 곡에 참여한 바이올리니스트 미리 벤-아리

웨스트는 오래된 디스크와 데모로 가득 찬 루이비통 가방을 스튜디오로 가져와서 한 번에 15분도 안 되는 시간 동안 트랙을 만들었다. 이후 교통사고에서 회복하는 동안 로스앤젤레스에서 음반의 나머지 부분을 녹음하였다. 한 번은 음반을 완성하고 발매까지 몇 달에 남은 기간에 유출된 적이 있었다. 웨스트는 이 기회를 이용해 음반을 검토하기로 결정하였고, “The College Dropout”은 발매 전 동안 많은 리믹스, 리마스터링과 수정을 거쳤다. 이 과정에서 본래 음반에 들어갈 예정이었던 일부 곡이 빠지게 되는데, 이 중에는 올 더티 바스타드와 함께한 ’Keep the Receipt’와 컨시퀀스와 함께한 ‘The Good, the Bad, and the Ugly’가 있었다. 웨스트는 현악기의 편곡, 가스펠 합창, 드럼 프로그래밍 및 새로운 가사를 추가하면서 꼼곰히 작품을 다듬었다. 웨스트는 2009년 자신의 블로그에서 음반을 작업하는 동안 매일 들을 정도로 로린 힐의 “The Miseducation of Lauryn Hill”에 가장 많은 영감을 얻었다고 썼다.
‘School Spirit’은 아레사 프랭클린의 노래 ‘Spirit in the Dark’를 샘플링하였는데, 프랭클린이 검열 없이 자신의 음악을 샘플링하는 것을 허락하지 않아서 음반에는 검열된 버전이 올라갔다. 플레인 팻은 노래의 다른 버전이 세 개 정도 존재한다는 것을 밝혔는데, 웨스트는 해당 버전을 싫어했다. 팻은 프랭클린의 샘플에 대해 "우리가 샘플을 사용하지 않았다면 노래는 매우 존재감이 없었을 것"이라고 이야기하였다. 2011년에는 검열되지 않은 버전의 트랙이 온라인에 배포되었다.
웨스트의 사촌이자 가수인 토니 윌리엄스는 웨스트가 2003년 12월경에 작업을 끝마쳤다고 하였다. 윌리엄스는 음반의 보컬을 수정할 수 있는 기간을 2주 앞둔 때에 영입되었다. 윌리엄스는 함께 드라이브를 하는 동안 ‘Spaceship’에 맞추어 즉흥곡을 불렀고, 이는 웨스트에게 깊은 인상을 주었다. 이후 윌리엄스는 레코드 플랜트에서 웨스트와 함께 “The College Dropout”을 녹음했던 때에 대해 "나는 들어가서 ‘Spaceship’을 불렀고 끝냈다. 그때 그는 '좋아, 그럼 네가 이 노래를 어떻게 하는지 보자'라고 말했다. 그때가 아마 우리가 ‘Last Call’을 했을 때였던 것 같다. 한 곡이 다른 곡으로 이어졌고, 주말이 끝날 무렵에는 거의 다섯 곡의 노래를 불렀다. 그리고서는 ‘I'll Fly Away’를 녹음하였다"고 회고했다. 2020년 1월 GQ와의 인터뷰에서 웨스트는 음반의 약 3~40퍼센트가 롤런드 VS-1680으로 녹음하였다고 이야기했다.

## 제목과 표지
음반의 제목은 웨스트가 음악가가 되겠다는 꿈을 이루기 위해 대학을 중퇴하기로 결정한 것에 대한 언급이 일부 들어가 있다. 당시 웨스트가 중퇴한 대학의 교수로 재직하고 있던 어머니인 돈다 웨스트는 이를 매우 불쾌하게 여겼다. 하지만 후에 돈다는 "대학이 좋은 삶으로 가는 티켓이라는 생각이 머리에 떠올랐다. 하지만 어떤 직업을 목표로 가지는데 대학이 필요하지는 않다. 카니예가 ‘The College Dropout’이라는 음반을 만든 것은 사회가 당신을 위해 개척한 길을 따라가기보다는, 당신이 누구인지를 포용할 수 있는 용기를 갖는 것에 다 가까웠다"고 이야기하였다.
음반의 표지는 당시 로커펠러의 사내 브랜드 디자인 팀의 일원이었던 에릭 두보셸이 만들었다. 웨스트는 후에 다시 등장할 드롭아웃 베어의 복장을 하고 사진을 찍었고, 두보셸은 "학교에서 가장 인기있는 상징"이라고 여겨지는 외로움에 이끌려 외야석에 앉아있는 모습을 골랐다. 그리고 사진은 금장신구 안에 액자가 박혀 있는 모양으로 나왔는데, 이는 두보셸이 16세기 서양 삽화책에서 발견한 것으로 "전형적인 갱스터적인 랩 아티스트의 이미지에 우아함과 멋을 불어넣기 위해 넣었다"고 밝혔다. 음반의 안쪽 표지에는 대학 연감에서 영감을 얻어 만들어진 것으로, 음반에 피처링으로 참여한 음악가들의 젊은 시절 사진이 실려 있다.

## 평가
| 전문가 평가         | 전문가 평가 |
| 총 점수             | 총 점수     |
| 출처                | 점수        |
| ------------------- | ----------- |
| 메타크리틱          | 87/100      |
| 평가 점수           |             |
| 출처                | 점수        |
| 로스앤젤레스 타임스 | [ 30 ]      |
| 롤링 스톤           | [ 31 ]      |
| 모조                | [ 32 ]      |
| 빌리지 보이스       | A           |
| 스핀                | B＋         |
| 언컷                | 4/5         |
| 엔터테인먼트 위클리 | A－         |
| 올뮤직              | [ 6 ]       |
| 피치포크            | 8.2/10      |
| USA 투데이          | [ 37 ]      |

“The College Dropout”은 음악 평단으로부터 폭넓은 찬사를 받았다. 주요 매체의 리뷰를 모아 점수를 매기는 리뷰 애그리게이터 웹사이트 메타크리틱에서는 25개의 리뷰를 토대로 100점 만점에 평균 87점이 매겨졌다.

## 트랙 리스트
에비던스와 공동으로 프로듀싱하고, 포스가 추가로 프로듀싱에 참여한 ‘Last Call’과 브라이언 밀러와 함께 프로듀싱했던 ‘Breathe in Breathe Out’을 제외한 모든 트랙은 카니예 웨스트가 프로듀싱하였다.
| #            | 제목                                                               | 작사·작곡                                                               | 재생 시간 |
| ------------ | ------------------------------------------------------------------ | ----------------------------------------------------------------------- | --------- |
| 1.           | 〈Intro (Skit)〉                                                   | 카니예 웨스트                                                           | 0:19      |
| 2.           | 〈We Don't Care〉                                                  | 웨스트 미리 벤-아리 로스 바넬리                                         | 3:59      |
| 3.           | 〈Graduation Day〉                                                 | 웨스트 존 스티븐스 벤-아리                                              | 1:22      |
| 4.           | 〈All Falls Down〉 (feat. 실리나 존슨)                             | 웨스트 로린 힐                                                          | 3:43      |
| 5.           | 〈I'll Fly Away〉                                                  | 앨버트 E. 브럼리                                                        | 1:09      |
| 6.           | 〈Spaceship〉 (feat. GLC, 컨시퀀스)                                | 웨스트 레너드 해리스 덱스터 밀스 마빈 게이 그웬 고디 푸쿠아 산드라 그린 | 5:24      |
| 7.           | 〈Jesus Walks〉                                                    | 웨스트 체 스미스 벤-아리 커티스 런디                                    | 3:13      |
| 8.           | 〈Never Let Me Down〉 (feat. 제이Z, J. 아이비)                     | 웨스트 숀 카터 제임스 리처드슨 마이클 볼튼 브루스 큘릭                  | 5:24      |
| 9.           | 〈Get Em High〉 (feat. 탈립 콸리, 코먼)                            | 웨스트 탈립 콸리 그린 로니 라시드 린 주니어                             | 4:49      |
| 10.          | 〈Workout Plan (Skit)〉                                            | 웨스트                                                                  | 0:46      |
| 11.          | 〈The New Workout Plan〉                                           | 웨스트 스티븐스 보스코 칸테 스메케 레이니 벤-아리                       | 5:22      |
| 12.          | 〈Slow Jamz〉 (feat. 트위스타, 제이미 폭스)                        | 웨스트 칼 미첼 버트 배커랙 할 데이비드                                  | 5:16      |
| 13.          | 〈Breathe in Breathe Out〉 (feat. 루다크리스)                      | 웨스트 브라이언 밀러                                                    | 4:06      |
| 14.          | 〈School Spirit (Skit 1)〉                                         | 웨스트                                                                  | 1:18      |
| 15.          | 〈School Spirit〉                                                  | 웨스트 아레사 프랭클린                                                  | 3:02      |
| 16.          | 〈School Spirit (Skit 2)〉                                         | 웨스트                                                                  | 0:43      |
| 17.          | 〈Lil Jimmy (Skit)〉                                               | 웨스트                                                                  | 0:53      |
| 18.          | 〈Two Words〉 (feat. 모스 데프, 프리웨이, 보이 콰이어스 오브 할렘) | 웨스트 단테 스미스 레슬리 프리겐 루 윌슨 릭 윌슨 카를로스 윌슨          | 4:26      |
| 19.          | 〈Through the Wire〉                                               | 데이비드 포스터 톰 킨 신시아 웨일                                       | 3:41      |
| 20.          | 〈Family Business〉                                                | 웨스트                                                                  | 4:38      |
| 21.          | 〈Last Call〉                                                      | 웨스트 마이클 페러타 윌리엄스 켄 루이스                                 | 12:40     |
| 총 재생 시간 | 총 재생 시간                                                       | 총 재생 시간                                                            | 76:13     |

### 2005년 일본 스페셜 에디션
| #            | 제목                          | 작사·작곡     | 재생 시간 |
| ------------ | ----------------------------- | ------------- | --------- |
| 22.          | 〈Heavy Hitters〉 (feat. GLC) | 웨스트 해리스 | 3:01      |
| 총 재생 시간 | 총 재생 시간                  | 총 재생 시간  | 80:08     |

| #            | 제목                                                                     | 프로듀서     | 재생 시간 |
| ------------ | ------------------------------------------------------------------------ | ------------ | --------- |
| 1.           | 〈We Don't Care (Reprise)〉 (feat. 키샤 콜)                              |              | 2:57      |
| 2.           | 〈Jesus Walks (Remix)〉 (feat. 메이스, 코먼)                             |              | 4:58      |
| 3.           | 〈It's Alright〉 (feat. 메이스, 존 레전드)                               |              | 3:51      |
| 4.           | 〈The New Workout Plan (Remix)〉 (feat. 폰즈워스 벤틀리, 루크, 트위스타) | 릴 존        | 4:02      |
| 5.           | 〈Two Words (Cinematic)〉 (feat. 할렘 보이콰이어)                        |              | 4:06      |
| 6.           | 〈Never Let Me Down (Cinematic)〉                                        |              | 5:16      |
| 총 재생 시간 | 총 재생 시간                                                             | 총 재생 시간 | 25:07     |

### 샘플 크레딧
- ‘We Don't Care’에는 로스 반넬리가 만들고 지미 캐스터 번치가 부른 ‘I Just Wanna Stop’의 샘플이 사용되었다.
- ‘All Falls Down’에는 로린 힐이 만들고 부른 ‘Mystery of Inquity’의 샘플이 사용되었다.
- ‘Spaeship’에는 마빈 게이, 그웬 고디 푸쿠아, 산드라 그린이 만들고 마빈 게이가 부른 ‘Distant Lover’의 샘플이 사용되었다.
- ‘Jesus Walks’에는 ARC 콰이어가 부른 ‘Walk with Me’와 커티스 메이필드가 만들고 부른 ‘(Don't Worry) If There's a Hell Below, We're All Going to Go’의 샘플이 사용되었다.
- ‘Never Let Me Down’은 마이클 볼튼과 브루스 큘릭이 만들고 블랙잭이 부른 ‘Maybe It's the Power of Love’의 샘플이 사용되었다.
- ‘Slow Jamz’에는 버트 배커랙과 할 데이비드가 만들고 루서 밴드로스가 부른 ‘A Hous Is Not a Home’의 샘플이 사용되었다.
- ‘School Spirit’에는 아레사 프랭클린이 만들고 부른 ‘Spirit of the Dark’의 샘플이 사용되었다.
- ‘Two Words’에는 루 윌슨, 릭 윌슨과 카를로스 윌슨이 만들고 맨드릴이 부른 ‘Peace & Love (Amani Na Mapenzi) – Movement IV (Encounter)’의 샘플이 사용되었다.
- ‘Through the Wire’에는 데이비드 포스터, 톰 킨, 신시아 웨일이 쓰고 샤카 칸이 부른 ‘Through the Fire’의 샘플이 사용되었다.
- ‘Family Business’에는 테리 칼리어와 찰스 스텝니가 만들고 델스가 부른 ‘Fonky Thang’의 샘플이 사용되었다.
- ‘Last Call’에는 제리 블랫과 벳 미들러가 만들고 벳 미들러가 부른 ‘Mr. Rockfeller’의 샘플이 사용되었다.

## 참여진
크레딧은 음반의 라이너 노트에서 발췌하였다.
| - 존 레전드 – 보컬 (트랙 3), 추가 보컬 (트랙 2, 6, 7, 11, 21), 백그라운드 보컬 (트랙 8), 피아노 (트랙 3) - 드레이 – 추가 보컬 (트랙 1, 5, 14, 16, 17) - 토니 윌리엄스 – 추가 보컬 (트랙 5, 6, 15, 17, 21) - 스메케 레이니 – 추가 보컬 (트랙 9, 11) - 트레이시 스펜서 – 추가 보컬 (트랙 12), 백그라운드 보컬 (트랙 8) - 리카르다 왓킨스 – 추가 보컬 (트랙 2) - 캔디스 브라운 – 추가 보컬 (트랙 10) - 브랜디 큐이켄벌 – 추가 보컬 (트랙 10) - 티에라 싱글턴 – 추가 보컬 (트랙 10) - 아이샤 타일러 – 추가 보컬 (트랙 12) - 토머시나 앳킨스 – 추가 보컬 (트랙 20) - 린다 페티 – 추가 보컬 (트랙 20) - 베벌리 맥카고 – 추가 보컬 (트랙 20) - 라벨 메나 – 추가 보컬 (트랙 20) - 타이 존스 – 추가 보컬 (트랙 20) - 케빈 섀넌 – 추가 보컬 (트랙 20) - 테리 토레이 – 추가 보컬 (트랙 20) - 루드 주드 – 추가 보컬 (트랙 22) - 테런스 하디 – "어린이" 보컬 (트랙 2) - 다이아몬드 알라비이사마 – "어린이" 보컬 (트랙 2) - 제임스 "JT" 나이트 – "어린이" 보컬 (트랙 2) - 키샤 콜 – 백그라운드 보컬 (트랙 2) - 어빈 "EP" 포프 – 키보드 (트랙 8, 12), piano (트랙 5, 11, 17, 21) - 글렌 제퍼리 – 기타 (트랙 8, 12, 21) - 키넌 "키-노트" 홀로웨이 – 베이스 (트랙 8, 12), 추가 베이스 (트랙 21) - 프랭크 워커 – 퍼커션 (트랙 3, 8, 12) - 켄 루이스 – 통기타 (트랙 4), 샘플 편곡 (트랙 8), 추가 악기 (트랙 20), 베이스, 기타, 키보드, 퍼커션, 보컬 (트랙 21) - 에릭 "E-베이스" 존슨 – 기타 (트랙 4, 11) - 보스코 – 토크박스 (트랙 11) - 키스 슬래터리 – 키보드 (트랙 18) - 스콧 워드 – 베이스 기타 (트랙 19) - 조시 잰드맨 – 피아노 (트랙 20) - 미리 벤-아리 – 바이올린 프로듀싱, 작사 및 작곡, 편곡 및 공연 (트랙 2, 3, 7, 11, 13, 18, 22) | - 라베카 투네이 – 녹음 (트랙 1, 4–6, 8, 10, 14–17, 20, 21) - 유진 A. 톨 – 녹음 (트랙 2, 3, 7, 11, 13, 22) - 앤드류 도슨 – 녹음 (트랙 6, 7, 11, 15) - 앤서니 킬호퍼 – 녹음 (트랙 3, 8, 9) - 타츠야 사토 – 녹음 (트랙 4, 6, 7) - 리치 발머 – 녹음 (트랙 2, 22) - 브렌트 콜라탈로 – 녹음 (트랙 8, 21), 엔지니어링 보조 (트랙 22) - 키스 슬래터리 – 녹음 (트랙 11, 18) - 제이콥 앤드류 – 녹음 (트랙 13, 20) - 기멜 "구루" 키튼 – 녹음 (트랙 8) - 재클린 패리 – 녹음 (트랙 8) - 마이클 엘레오폴루오스 – 녹음 (트랙 9) - 데이브 다 – 녹음 (트랙 9) - 제이슨 로호프 – 녹음 (트랙 13) - 마크 풀러 – 녹음 (트랙 18) - 칼리슬 영 – 녹음 (트랙 18) - 프랜시스 그레이엄 – 녹음 (트랙 19) - 매니 마로퀸 – 믹싱 (트랙 1–10, 12–17, 19–21) - 자레드 로페즈 – 믹싱 (트랙 11) - 마이크 딘 – 믹싱 (트랙 18) - 켄 루이스 – 믹싱 (트랙 22) - 에디 슈레이어 – 마스터링 - 대니 클린치 – 사진 - 에릭 두보셸 – 아트 디렉션 및 디자인 - 마이크 갓셸 – 아트 디렉션 및 디자인 - 짐 모리스 – 아트 디렉션 및 디자인 - 스테파니 레이놀즈 – 아트 디렉션 및 디자인 - 로리 로 – 아트 디렉션 및 디자인 - 바비 노글 – 드롭아웃 베어 로고 디자인 - 샘 한센 – 드롭아웃 베어 로고 디자인 |

## 차트
| 차트 (2004)                       | 최고 순위 |
| --------------------------------- | --------- |
| 프랑스 앨범 (SNEP)                | 98        |
| 독일 앨범 (Offizielle 탑 100)     | 77        |
| 노르웨이 앨범 (VG-리스타)         | 27        |
| 네덜란드 앨범 (메하하르츠)        | 53        |
| 아일랜드 앨범 (IRMA)              | 13        |
| 스웨덴 앨범 (스베리예토프리스탄)  | 39        |
| 스위스 앨범 (슈바이처 히트파라데) | 96        |
| 영국 음반 (OCC)                   | 12        |
| 영국 알앤비 앨범 (OCC)            | 2         |
| 미국 빌보드 200                   | 2         |
| 미국 탑 알앤비/힙합 앨범 (빌보드) | 1         |

| 차트(2007)                     | 최고 순위 |
| ------------------------------ | --------- |
| 미국 탑 카탈로그 앨범 (빌보드) | 3         |

| 차트 (2014)               | 최고 순위 |
| ------------------------- | --------- |
| 미국 바이닐 음반 (빌보드) | 13        |

| 차트 (2004)                   | 순위 |
| ----------------------------- | ---- |
| 영국 음반 (OCC)               | 34   |
| 미국 빌보드 200               | 12   |
| 미국 톱 R&B/힙합 앨범 (빌보드 | 4    |
| 월드와이드 차트 (IFPI)        | 21   |

| Chart (2005)                   | 순위 |
| ------------------------------ | ---- |
| 미국 빌보드 200                | 176  |
| 미국 톱 R&B/힙합 앨범 (빌보드) | 94   |

| Chart (2016)                    | 순위 |
| ------------------------------- | ---- |
| 오스트레일리아 어반 앨범 (ARIA) | 94   |

| Chart (2000–2009) | 순위 |
| ----------------- | ---- |
| 미국 빌보드 200   | 155  |

## 인증
| 국가                                                            | 인증        | 판매량/출하량 |
| --------------------------------------------------------------- | ----------- | ------------- |
| 캐나다 (뮤직 캐나다)                                            | 플래티넘    | 100,000^      |
| 덴마크 (IFPI Danmark)                                           | 플래티넘    | 20,000        |
| 뉴질랜드 (RMNZ)                                                 | 골드        | 7,500^        |
| 영국 (BPI)                                                      | 2× 플래티넘 | 600,000^      |
| 미국 (RIAA)                                                     | 4× 플래티넘 | 3,358,000     |
| ^출하량을 기반으로 한 인증 · 판매량+스트리밍을 기반으로 한 인증 |             |               |